# Götter in der Bibel
In der Bibel tauchen neben JHWH, dem Gott Israels, eine Reihe anderer Gottheiten auf. Sie stehen für die altorientalische Welt des Polytheismus, mit dem sich Israels Glaube an den einen Gott auseinandersetzte.
In der Begegnung der verschiedenen Stämme, Völker und ihrer Religionen kam es zu einem Austausch ihrer Gottesvorstellungen, wobei diese von den Israeliten teilweise übernommen, teilweise abgewehrt und tabuisiert wurden. Als Dokument der israelitischen Religionsgeschichte reflektiert die Bibel diesen Prozess.
Dabei wird das nachexilische Geschichtsbild, wonach Israel in seiner Frühzeit allein JHWH verehrte, dann durch „Abfall“ zu Göttern Kanaans seine Identität und staatliche Selbständigkeit verlor, von den Propheten zum 1. Gebot zurückgerufen wurde, bis schließlich die Kultreform Josias dessen Alleingeltung durchsetzte, durch außerbiblische Dokumente in Frage gestellt. Heute sieht die Bibelforschung den JHWH-Monotheismus weniger als Ausgangspunkt, sondern eher als Ergebnis der Bibelentstehung, die im 4. Jahrhundert v. Chr. mit der Kanonisierung der Tora zu einem vorläufigen Abschluss kam.
Die wichtigsten Bezeichnungen für den Gott der Bibel JHWH behandelt der Artikel JHWH.

## Altes Testament

### Kanaanäisches Pantheon
- El („Starker, Mächtiger, Erster, Gewaltiger, Führer, Gebieter, Oberhaupt“): höchster Gott des kanaanäischen Pantheons, Götterkönig und Himmelsgott, Fruchtbarkeitsgott, Göttervater, „Schöpfer der Erde“ und „Vater der Menschheit“, Vorsteher der Götterversammlung, Erhalter von Himmel und Erde, mit Stierhörnern dargestellt, Gatte der Ashera, Vater oder Mann der Anath, Bruder des Dagan, musste aufgrund des Verlustes seiner Zeugungsfähigkeit im Alter später Vorherrschaft an jüngeren Baal abtreten, zu dem er in Konkurrenz stand und der teilweise auch als sein Sohn gilt, auch westsemitischer Gattungsname (Appellativ) für Gott oder göttliches Wesen, immer mit verschiedenen Städten oder Bergen verbunden, in der Bibel Bestandteil zahlreicher Orts- und Personennamen[1]
- Baal („Eigentümer, Herr, Besitzer, Gatte“): Fruchtbarkeits-, Wetter-, Regen- und Sturmgott, gestorbener und wiederauferstandener Gott, dessen jährlicher Tod im Winter mit einigen Trauerritualen verbunden war und dessen Wiedergeburt im Sommer gefeiert wurde und dem auch Kinderopfer dargebracht wurden, Gatte und Bruder der Anath und Sohn des Dagan und der Ashera, teilweise auch Sohn des El, häufig erstgeborene Stieropfer dargebracht, sein Symbol ist ein Stier, der eine Kuh begattet, auch westsemitisches Beiwort (Appellativ) für einen Gott, oft mit einer bestimmten Stadt, Berg oder Ort verbunden,[2] kommt in zahlreichen biblischen Eigen- und Ortsnamen vor, erscheint in der Bibel als Widersacher Jahwes (zum Beispiel der Kampf Elijas gegen die 450 Propheten des Baal auf dem Berg Karmel, welcher als Gottesurteil fungiert), sein Kult wird von den alttestamentlichen Propheten bekämpft, in der Bibel oft auch Allgemeinbezeichnung für falschen Gott, „Götzen“, dem nicht geopfert werden soll, und in diesem Sinne häufig auch im Plural verwendet, wird oft auch mit Kultprostitution verbunden (zum Beispiel 2 Kön 18)
- Aschera, von aschere (Kultpfahl): Symbol der meist nackt dargestellten Ashera sind heilige Kultobjekte aus Holz, wahrscheinlich entästete Bäume oder Pfähle in Gestalt eines hohlen Baumstammes, die entweder mit Kopf der Göttin bekrönt waren oder in einer Aushöhlung die Gestalt der Göttin in sich einschlossen, häufig in dieser Bezeichnung in Bibel gebraucht, Gattin des El, höchste kanaanäische Göttin, Göttin der Mutterschaft, der Liebe und der Fruchtbarkeit sowie Himmelsgöttin, Mutter der Anath und des Baal, gilt als „Mutter der Götter“ und verkörpert das erdhafte, gebärende Prinzip,[3] Isebel besaß 400 Propheten der Ashera, die mit ihr zu Tische aßen, Frauen webten das Zelt der Ashera, Manasse von Juda setzte ihr Bildnis neben dem des Jahwe im Jerusalemer Tempel und ließ sie dort als seine Frau verehren, wurde später durch die Kultreformen des Josia aus Juda wieder aus dem Tempel entfernt, bei Jeremia als „Himmelskönigin“ und „Herrin des Himmels“ bezeichnet, der sternförmige Opferkuchen gebacken wurden, gelegentlich wird sie mit der Astarte verwechselt und mit ihr gleichgesetzt (2 Mos 34,13; 5 Mos 7,5; 16,21; Ri 3,7; 6,25.26,28.30; 1 Kön, 14,15.23; 15,13; 18,19; 21,3; 23,15; 2 Kön 17,10.16; 21,3.7; 23,4,6,7,14.15; 2 Chr 33,3; Jer 7,18; 17,2; 19,25; 44,17)
- Astarte, hebräisch Aschtoret: Göttin des Venusgestirns, der Fruchtbarkeit, der Liebe und Schönheit, Muttergöttin, Schwester, Mutter und Geliebte des Adonis, Kult mit heiliger Hochzeit verbunden, bei dem sie sich symbolisch mit dem „Himmelskönig“ vermählte, in der Bibel als weibliche Entsprechung zum Fruchtbarkeitsgott Baal, der die Männlichkeit personifizierte, als weibliches Prinzip in all seinen Aspekten und Allgemeinbezeichnung für weibliche nicht israelitische „Götzen“ meistens in der Wendung Baale und Astarten,[4] gilt dort als Hauptgöttin und „gräulicher Götze von Sidon“, mit sakraler Prostitution verbunden, die in der Bibel kritisiert und verboten wird, Opfer an sie werden verboten, König Salomon führte ihren Kult für eine seiner zahlreichen nichtisraelitischen Nebenfrauen ein, gelegentlich auch mit der Ashera verwechselt und mit ihr gleichgesetzt (1 Mos 38,21; 5 Mos 23,7,17.18; Ri 2,13; 10,6; 1 Sam 7,3f.; 12,10; 31,10; 1 Kön 11,5.33; 14,24; 2 Kön 23,13; Jer 7,18; 44,17f.)
- Anat: Kriegs-, Liebes-, Schutz-, Fruchtbarkeits- und Liebesgöttin, Schwester und Gattin des Baal, beweint, bestattet und erweckt diesen nach seinem erfolglosen Kampf gegen den Todes- und Unfruchtbarkeitsgott Mot wieder zum Leben, entweder Tochter des El und der Ashera oder Frau des El,[5] taucht als Name in der Bibel nicht auf, jedoch verweisen manche Wissenschaftler darauf, dass sich die Richterin und Prophetin Debora aus dieser Kriegsgöttin entwickelt habe und so entmystifiziert wurde, des Weiteren war ihr Bild auch im Tempel der Nilinsel Elephantine, einer ägyptischen Militärkolonie der Juden, in der diese zeitweise im persischen Exil lebten, neben dem des Jehu (Jahwe) in seinem dortigen Tempel zu finden und galt dort als seine Frau sowie als sein himmlischer Wille
- Schamasch: (der Sonnengott, Gott des Wahrsagens und von Recht, Wahrheit und Gerechtigkeit):[6] im siebten Jahrhundert vor Christus wurden Wagen und Rosse des Sonnengottes im Vorhof des Jerusalemer Tempel zur Verehrung gestellt (2 Kön 23,11), taucht namentlich nicht auf, Astralkult
- Atargatis eigentlich Atar-ata, römisch Dea Syria („syrische Göttin“): syrische gehörnte große Göttin und Mutter-, Schutz- und Fruchtbarkeitsgöttin und Entsprechung zur phönizischen Astarte, ihre Diener waren die Galloi, entmannte Priester in Frauenkleidern, zu ihrem Ritual gehörte unter anderem ein Feuer- und Fackellauf im Frühjahr, bildete mit ihrem Mann Hadad und ihrem Sohn Simios eine göttliche Trias, ihr Hauptkultort war Hierapolis-Bambyke in Syrien,[7] in den Makkabäerbüchern wird ein Heiligtum (Atergateion) der Göttin in Karnajim erwähnt, das von Judas Makkabäus zerstört wurde, er erschlug dort 25.000 Menschen (2 Makk 12,26)

### Babylonisches Pantheon
- Marduk hebräisch Merodach oder Mordechai: höchster Gott des babylonischen Pantheons, babylonischer Schöpfer- und Himmelsgott sowie Weltenherrscher, der den mythischen Chaosdrachen Tiamat besiegt, Stadtgott von Babylon (Babel) und Reichs- und Hauptgott von Babylonien, Göttervater, verkörpert den Planeten Jupiter[8] (der biblische Prophet Daniel entlarvt, dass seine Opferspeisen von den Priestern selbst gegessen werden und besiegt seinen Drachen), besaß Zikkurat Esagila von Etemenanki in Babel, am Neujahrsfest musste der König in einer gewaltigen Prozession „die Hand des Gottes ergreifen“, um dadurch das Wohlergehen des Staates zu sichern (Dan 14 apokryph)
- Hadad auch Baal-Hadad („Herr des Donners“) Beiname Rammon („Groller, Donnerer“) oder Hadad-Rimmon hebräisch zu Rimmon („Granatapfel“) entstellt: aramäischer Name für den babylonischen Gott Adad, den Wetter-, Wind-, Gewitter-, Sturm-, Vegetations- und Donnergott sowie Hauptgott von Damaskus, mit Kultort unter anderem in Assur, Aleppo und Damaskus, Zincirli und Dura-Europos, bildete mit seiner Gemahlin Atargatis und seinem Sohn Simios eine göttliche Trias,[9] ein Stier galt als sein Symbol, zahlreiche biblische Ortsnamen wie Hadad-Rimmon oder Rimmon-Perez („Granatapfel-Tal“) sind nach ihm benannt, aramäische Könige wie Ben-Hadad („Sohn des Hadad“; 1 Kön 15,18; 2 Kön 6,24) oder Hadad-Eser („Hadad ist Hilfe“; 2 Sam 8,3) sowie edomitischen (1 Kön 11,14.19,21) haben sich nach ihm benannt,[10] wird in Zusammenhang mit Trauerritualen dieses gestorbenen und wiederauferstandenen Gottes an einer Stelle bei Sacharja erwähnt, im Zweiten Buch der Könige bat der syrische Heerführer Naaman Jahwe nach seiner Heilung von Aussatz im Jordan durch den Propheten Elischa darum, in Gegenwart des Königs von Aram im Tempel des Rimmon weiter vor diesem Gott knien zu dürfen, da sein König sich dabei mit seinem Arm auf ihm abstützte (2 Kön 5,17f; Sar 12,11)
- Nabu biblisch Nebo: babylonischer Götterbote, Gott der Weisheit, der Wissenschaft, der Astrologie, der Schreibkunst sowie Schreiber und Inhaber der Schicksalstafeln, Sohn des Marduk und Gatte der Nanaja, verkörpert den Planeten Merkur,[11] wird an einer Stelle bei Jesaja zusammen mit seinem Vater Bel genannt, dessen „Götzenbilder“ gefallen waren und den Tieren zu tragen gegeben wurden, taucht in zahlreichen Herrschernamen wie Nebukadnezar, Nabopolassar oder Nabonid auf, auch der Berg Nebo, auf dem Mose stirbt, ist nach ihm benannt (Jes 46,1; Jer 48,1)
- Tamuzu hebräisch Tammuz: babylonischer Frühlings-, Fruchtbarkeits- und Hirtengott sowie Gatte der Ishtar, gestorbener und wiederauferstandener Gott, sein jährlicher Tod war mit einigen Trauerritualen und Wehklagen verbunden,[12] die bei Ezechiel erwähnt und kritisiert werden (Hes 8,14)
- Tiamat: babylonischer urzeitlicher Chaosdrache und Personifikation des Urmeeres (Salzwasserozean) vor der Schöpfung, Urmutter des Alls und Mutter der ersten Gottheiten, von Marduk besiegt,[13] taucht in manchen Bibelstellen versteckt, wenn auch nicht namentlich erwähnt, auf, so im immer wieder angedeuteten Mythos vom Kampf mit dem Chaosdrachen und auch in der Urflut Tehom, teilweise auch mit Leviathan gleichgesetzt, an dem dieser alte Mythos anklingt
- Bel („Herr“): akkadischer Luftgott, Herrscher all dessen, was zwischen Himmel und Erde ist, „Herrscher der Länder“ und Schöpfer von Welt und Mensch, hatte Hauptkultort mit Tempel Ekur („Berghaus“) in Nippur, teilweise anderer Name für Marduk-Merodach oder Enlil,[14] Baruch kritisiert Tempelprostitution, die für diesen Gott praktiziert wurde, auch akkadischer Wortbestandteil in zahlreichen Götternamen, oft in Verbindung mit Städtenamen, entspricht dem syrischen Baal (Jes 46,1; Jer 50,2; 51,44; Bar 6,41)
- Nergal: syrischer und babylonischer Kriegs-, Jagd-, Unterwelts- und Pestgott sowie Personifikation der sengenden Mittagshitze- und Sonne,[15] der an einer Stelle zusammen mit anderen weniger bekannten Göttern aufgezählt und ihren Heiligtümern, die die Menschen ihnen erbauten, erwähnt wird, hatte Kultort in Kutha (2 Kön 17,30)

### Griechisches Pantheon
- Zeus Olympios und Zeus Xenios („der olympische bzw. der gastliche Zeus“): In den Makkabäerbüchern sollen auf Veranlassung von Antiochus IV. die heiligen Stätten in Jerusalem ihm geweiht werden (2 Makk 6,2)
- Dionysos (römisch Bacchus): Weingott, Gott des Theaters, der Fruchtbarkeit und der Ekstase, gestorbener und wiederauferstander Gott,[16] im Buch der Makkabäer werden die ausschweifenden Dionysien/Bacchanalien erwähnt, zu deren Teilnahme die Juden unter Androhung der Todesstrafe gezwungen werden (2 Makk 6,2)
- Apollon: Sonnengott sowie Orakel- und Heilgottheit,[17] im Buch der Makkabäer wird ein Heiligtum des Gottes, das dieser zusammen mit seiner Zwillingsschwester Artemis teilte, in Daphne im syrischen Antiochia erwähnt (2 Makk 4,33)

### Götter von Nachbarvölkern
- Moloch auch Molech oder Molek genannt: Gott der Ammoniter (Sonnengott), dem laut Bibel an der Kultstätte Tofet („Feuerstätte, Herd“) im Hinnom-Tal südlich von Jerusalem, das einzig zu diesem Zweck errichtet wurde, Menschenopfer bzw. Kinder geopfert wurden, die für den Gott verbrannt wurden („Gräuel der Kinder von Ammon“), ein Brauch, der auch noch in der Königszeit bestanden haben soll, später wurde dieser Ort von den biblischen Propheten verflucht, von Josia verunreinigt und zu einem Strafort („Feuerhölle“) gemacht, Salomon errichtete ihm eine Kulthöhe, Ahas und Manasse ließen ihre Söhne für diesen Gott durchs Feuer gehen, Name entstellt von hebräisch Melek („König“), wird meist als Mischwesen zwischen Mensch und Stier dargestellt, König galt manchmal als Sohn des Moloch, für den Moloch meint wohl „für die Sache oder das Leben des Königs“ und bezieht sich auf das Opfer, das während eines heiligen Eherituals gezeugt worden war[18] (2 Kön 23,10; Jer 7,31f; 19,5-9)
- Dagān auch Dagon: phönizische Wetter-, Getreide-, Fruchtbarkeits- und Unterweltsgottheit, dessen Symbol die Kornähre ist, wörtlich „Korn“ oder „Getreide“, im Hebräischen von dag „Fisch“ abgeleitet und daher oft fälschlicherweise als Meeresgott und Mischwesen aus menschlichem Oberkörper und Fischschwanz dargestellt, Vater des Baal, Bruder des El,[19] wohl ursprünglich aus Babylonien, Hauptkultort Tuttul, dessen Bildnis in der Bibel auf sein Angesicht fiel und das aus der Bundeslade entfernt wird, besaß Bibel zufolge Hauptkultorte in Gasa und in Aschdod, Simson zerstörte seinen Tempel in Gasa und riss die Tür aus den Angeln, Dagan ist dagegen machtlos, seine Unterlegenheit wird mehrfach spürbar, sein Tempel in Aschdod wird vom Makkabäer Jonatan um 150 vor Christus niedergebrannt, Sauls Kopf wird an das Heiligtum des Dagan gehängt, gilt in der Bibel als Kriegs- und Nationalgottheit der Philister (1 Sam 5,1-7; Ri 16, 23ff; 1 Makk 10,83f.; 11,4; 1 Chr 10,10)
- Milkom: Stammes- und Hauptgott der Ammoniter, wohl Wetter- und Kriegsgott, von milk König. David erbeutet dessen kostbare Krone bei einem Feldzug gegen die Ammoniter und setzt sie sich selbst aufs Haupt. Jeremia erwähnt ihn als Besitzer von Volk und Land Ammon.[20] (2 Sam 12,30; 1 Kön 7,33; 11,5,7,33; 2 Kön 23,13; Jer 49,1)
- Kemosch auch Kamosch oder Kamos: Stammes- und Hauptgott der Moabiter sowie Sonnen- und Kriegsgott, dem teilweise auch Menschenopfer dargebracht wurden und der deshalb als Gräuel Moabs bezeichnet wird, Salomon führte seinen Kult ein und unter den Kultreformen des Josia wurde sein Heiligtum zerstört, die Moabiter gelten als Volk des Kemosch, auf einer Stele des Königs Mescha wird der Gott elfmal erwähnt[21] (Num 21,29; 1 Kön 11,7.33, 2 Kön 3,27; 23,13; Jer 48,46)
- Beelzebul: eigentlich „fürstlicher Herr“, biblisch entstellt zu „Herr der Fliegen“, Fliegengott, Hauptgottheit und „Götterfürst“ der Philister, Schlachtengott, Stadtgott von Ekron und Orakelgott,[22] König Ahasja befragte ihn vor einer Schlacht, später im Matthäusevangelium als Beelzebub entstellt und zum bösen Geist sowie „Fürst der Dämonen“ degradiert, dort auch in der Wendung den Teufel mit dem Beelzebub austreiben (ein Übel durch ein größeres neues ersetzen) im Vorwurf der Feinde Jesus’, der so die Dämonen austreibe[23] (2 Kön 1,2 – 1,16; Mt 10,25; 12,24.27; Mk 3,22,23.26; Luk 11,15.18)
- Nannaia biblisch Nanäa akkadisch Nanaja: persische, parthische Göttin mit der Bedeutung „Göttin des weiblichen Eros“ oder „göttliche Mätresse“, Mondgöttin und Kriegsgöttin sowie Göttin des Geschlechtlebens, erstgeborene Tochter des Himmelsgottes An und Gattin des Nabu,[24] die Tempel der Göttin besaßen auch Tempelsklaven, im Buch der Makkabäer werden ihre Tempelpriester sowie ihr Heiligtum erwähnt, dass dem der Artemis von Ephesos gleichen soll, Antiochus IV. wollte unter dem Vorwand, sich mit der Göttin vermählen zu wollen (heilige Hochzeit), ihr Heiligtum berauben und plündern und wird dabei mit einigen Kriegern von den Priestern der Göttin überlistet und getötet (mit von der Decke geworfenen Steinen erschlagen, zerstückelt und geköpft und anschließend den vorm Tempeleingang wartenden Soldaten des Königs vor die Füße geworfen, die die Flucht antreten), ihr Tempel befand sich in Elymais, in der Nähe der persischen Hauptstadt Susa (2 Makk 1,13-15)

## Neues Testament – Griechisches Pantheon
- Zeus: höchster griechischer Gott, Götter- und Menschenvater, Himmels- und Wettergott,[25] das Buch der Makkabäer erwähnt, dass auf dem niedergerissenen Jerusalemer Tempel ein Tempel für den Gott Zeus/Jupiter errichtet wurde, der Tempel auf dem Garizim sollte ebenfalls nach Zeus benannt werden, auch soll er, den Einwohnern der antiken Stadt Ephesus in der Apostelgeschichte zufolge, das Bildnis der Artemis (Acheiropoeiton) vom Himmel geworfen haben, findet im Buch der Makkabäer als Herrscher des Olymp und Gott des Gastrechts Erwähnung (Apg 14,12.13; 19,35; 2 Makk 6,2)
- Hermes (römisch Merkur): griechischer Götterbote, Führer der Toten und Begleiter der Menschen und des Zeus,[26] Paulus von Tarsus wird bei seiner Wunderwirkung (der Heilung eines Lahmen) in Lystra in der Apostelgeschichte von den heidnischen Einwohnern versehentlich für den Gott Hermes in Menschengestalt gehalten (da er das Wort führte), sein Begleiter Barnabas (der schwieg) für den Zeus in Menschengestalt (ähnlich der Geschichte um Philemon und Baucis), die Priester wollten ihnen außerhalb der Stadttore, wo die Tempel der Götter lagen, ein Stieropfer darbringen, als sie merken, dass es sich bei ihnen nicht um Gottheiten handelte und Paulus über ihre Götter lästerte, wurden sie aus der Stadt vertrieben und Paulus gesteinigt (Apg 14,12)
- Artemis (römisch Diana): Göttin der Jagd, der Natur, des Mondes, des Waldes, der Fruchtbarkeit und der Tiere,[27] in der Apostelgeschichte von Bedeutung, Paulus kritisiert in der antiken Stadt Ephesos den Kult der dortigen Hauptgöttin und wird dafür von den Griechen scharf angegriffen, die Kunst- und Silberschmiede, die vom Verkauf der Nachbildungen des Tempels leben, zetteln einen Aufstand gegen ihn an und loben ganze zwei Stunden lang ihre Göttin (Groß ist die Artemis der Epheser), die Einwohner glaubten, dass ein Bildnis der Göttin vom Himmel geworfen wurde (Acheiropoeiton), dort befand sich das Artemision, eines der antiken sieben Weltwunder, dort wurde Artemis als vielbrüstige Göttin dargestellt (2 Makk 4,33; Apg 19,24-35)
- Dioskuren: die Zwillingsbrüder Kastor und Polydeukes, Söhne des Zeus, unter anderem Schutzgötter der Seefahrt,[28] in der Apostelgeschichte bei Paulus’ Überfahrt nach Rom erwähnt, ist Banner des Schiffes (Apg 28,11)

## Gottähnliche mythische Wesen
- Behemoth: ein Ungeheuer, das einem Flusspferd ähnelt und dem ägyptischen Gott Seth verpflichtet scheint. Es gilt als Widersacher von
- Leviathan: ein schlangenartiges Meerungeheuer, das wohl ursprünglich der mesopotamischen Meeresgöttin Tiamat und dem kanaanitischen Lotan verpflichtet ist. Lotan wird von Baal und Anat besiegt. Leviathan nimmt im babylonischen Talmud breiten Raum ein (Ps 104,26; Hiob 40,15-24; 25 – 41,26; 1 Hen)
- Rahab
- Tannin
- Beliar
- Reschef: personifizierte Plage (Hld 8,6; Hab 3,5; Ps 78,48)
- Satan
- Aschmodai
- Lilith: an einer einzigen Stelle bei Jesaja als Nachtgespenst (teilweise „Nachtschwalbe“) oder weiblicher Dämon charakterisiert, sie erscheint bei der Ankündigung des Strafgerichts über Edom, dort soll sie sich zusammen mit anderen unheilvollen Wesen der Nacht (wie Wölfen, Eulen und Schakalen), in verlassenen Orten und Ruinen aufhalten, die ihr neues Zuhause werden und die von nun an unbewohnbar für Menschen und für diese zu meiden sind, die Jerusalemer Bibel erwähnt sie an einer Stelle bei Hiob, Lilith hat sich aus einer altbabylonischen Göttin namens Lilithu, auch Aradat-lili genannt, (sumerisch: Kiskil-lila, „das Windmädchen“) entwickelt, die die Göttin des Unheils, des Elends, der Nacht und des Sturmes war, die Männer des Nachts verführte und Säuglinge tötete und die in der Geschichte von Inanna und dem Hullupu-Baum sowie im Gilgameschepos auftaucht, als geflügelte Göttin dargestellt[29] (Jes 34,14; Jerusalemer Bibel Hi 18,15.21)
- Azazel: personifizierter Sündenbock und Dämon in Bocksgestalt, zu dem der Sündenbock in die Wüste geschickt wird, bei Levitikus in Zusammenhang mit dem Jom-Kippur-Fest erwähnt[30] (Lev 16,8,10.26)

## Spuren des Polytheismus in der Bibel
Bis zur gemeinsamen Annahme JHWHs als des einzigen Gottes, der Himmel und Erde geschaffen hat, gingen die Stämme Israels einen langen Weg, der sich in ihren Überlieferungen spiegelt. In der Bibel finden sich Berichte über den Glauben an andere Götter und die Begegnungen und Konflikte mit den Göttern der Völker und Stämme, mit denen die Israeliten in Kontakt kamen, z. B. der Phönizier, Kanaaniter, der Aramäer, der Völker Gileads, Ammons (z. B. Gott Milkom), Moabs (Kriegsgott Kamosch), Edoms und der Philister sowie der Mesopotamier.
Die Bibel gibt Zeugnis davon, wie das Volk Israel zu allen Zeiten um den Glauben an den einen Gott ringt. Teilweise wendeten sich Teile des Volkes oder einzelne Stämme, aber auch Israels Könige und Oberschicht einschließlich der Priester und Hofpropheten im Opferkult wiederholt einzelnen dieser Götter und Göttinnen zu.
Religionsgeschichtliche Forscher entnehmen Bibeltexten und archäologischen Funden, dass der JHWH-Monotheismus dem Volk Israel nicht mit einem Mal verkündet wurde, sondern dass JHWH erst allmählich zum einzigen Gott aller Stämme Israels wurde. Er wurde erst im Prozess der Ansiedlung und Sesshaftwerdung im Kulturland Kanaan mit dessen Schöpfer- und Hauptgott El identifiziert.
Die meisten Götter der Kanaanäer sind durch archäologische Funde in der Region, etwa in Ugarit, sowie durch Opferstätten, Altäre, Wandgemälde, Statuen, Anhänger, Grabsteine und Personennamen bekannt. Sie bildeten schon vor der israelitischen Landnahme ein polytheistisches Pantheon, an dessen Spitze El stand. In biblischen Gottesnamen wie Elohim (Pluralform von Eloha) und Zusätzen wie Zebaoth (Herr der Himmlischen Heerscharen) sehen Bibelforscher die Relikte dieses einstigen Hauptgottes. Dieser hatte unter anderem eine Partnerin Aschera und einen Sohn Baal, die früher eventuell parallel mit JHWH weiterverehrt, später aber abgestoßen wurden. Daraufhin wurden ältere Berichte von Fremdgötterverehrung durch Israeliten nachträglich als Abfall vom einzigen Gott interpretiert. Andere Forscher meinen, der ursprünglich alleinstehende JHWH habe bereits bei seiner Gleichsetzung mit El dessen Partnerin Aschera und ihre Kinder abgestoßen und nur ihre Funktionen – vor allem Fruchtbarkeit und Segen für das Land – „geerbt“. Dieser Prozess der Durchsetzung und Vereinheitlichung des JHWH-Glaubens begann wahrscheinlich nach der Reichsteilung (um 900 v. Chr.), wurde mit der Tempelreform Joshijas forciert und mit der Fixierung des Pentateuch seit dem babylonischen Exil abgeschlossen.
Der Polytheismus hat bei allen Völkern religionsgeschichtlich sozio-kulturelle Wurzeln. Ihm liegen animistische Vorstellungen zugrunde, wonach die gesamte Natur belebt und beseelt ist und in allen Erscheinungen Geistwesen wohnen. Eine vermutlich sehr alte Idee eines „höchsten Wesens“ ist der Herr der Tiere. Mit der Differenzierung der Gesellschaft entstand das Pantheon von Göttern und Göttinnen. Exemplarisch dafür kann der mesopotamische Mythos vom Gott Enki stehen, der komplett auf einem Keilschrifttäfelchen von ca. 1700 v. Chr. zu finden ist. Fragmente dieses Mythos befinden sich noch auf Resten von Täfelchen aus der Zeit 700 v. Chr. – er ist also im Umfeld der Bibel mindestens 1000 Jahre lebendig geblieben:
Die Götter beauftragten den Pestgott Namtar, die Menschen zu vernichten. Dieser begann sie mit der Pest zu töten. Der Gott Enki aber, der Mitleid mit den Menschen hatte, verriet dem Menschen Atrachasis ein Ritual, mit dem Seuchen besiegt werden können. Die Menschen sollen von allen Göttern ausschließlich den Pestgott Namtar verehren und nur ihm opfern, und zwar bis er überschüttet mit Opfern von seinen tödlichen Tun ablässt. So geschieht es. Dank der Opfer lässt der Pestgott von seinem Wüten ab und die Menschheit lebt weiter. Nun beschließen die Götter, dass der Regengott Adad es nicht mehr regnen lassen soll und die ihm zugeordnete Korngöttin Nisaba kein Korn mehr wachsen lassen soll. So geschieht es. Und wieder verrät der Gott Enki dem Atrachasis das rituelle Gegenrezept: Nun verehren und opfern die Menschen allein Adad und Nisaba, und zwar bis Regen fällt und die Vegetation wieder auflebt.
Dieser Mythos erzählt von Formen des Polytheismus. Die Menschen in ihrer Sorge, Gefahren wie Seuchen abzuwenden und lebenspendende Zustände wie Regen, Sonne oder Fruchtbarkeit der Pflanzen und Tiere aufrechtzuerhalten, suchen Wege, dies durch magische und rituelle Handlungen abzusichern und stellen sich für das jeweilige Problem Götter und Göttinnen als ansprechbare und beeinflussbare personale Wesen vor. Einige der Völker stellen sich die Götter in Menschengestalt vor (anthropomorph), einige in Tiergestalt (zoomorph), einige in beiden Gestalten und teilweise auch als Mischwesen. Im mesopotamischen und im kanaanitischen Pantheon haben die Götter und Göttinnen fast durchgehend Menschengestalt. (Tiergötter und Mensch-Tier-Mischwesen finden sich dagegen stark vertreten in Ägypten, im indischen und im amerikanischen Kulturkreis.)

## Kanaan und das exemplarische Ugarit
Den tiefsten Einfluss auf das Volk Israels übten die Göttervorstellungen und Mythen der Völker in Kanaan aus. Deren Einfluss übersteigt den Einfluss der Götterwelten Mesopotamiens und Ägyptens bei weitem. Den tiefsten Einblick in diese Götterwelt Kanaans geben die praktisch komplett aufgefundenen Tontafelarchive der ca. 1185 vor Christus von den Seevölkern zerstörten Stadt Ugarit an der Mittelmeerküste im heutigen Nordsyrien. Diese Hauptstadt eines kleinen gleichnamigen bronzezeitlichen Staates enthielt gleichsam eingefroren die religiösen Vorstellungen dieses Volkes, der Epen, Mythen, der Gebete, Götter- und Opferlisten der zeremoniellen Texte und Vorschriften. So gibt es Befragungen des Ratschlusses von Göttern durch Orakel. Es wurden mehrere Tonmodelle von Schafslebern gefunden, samt Hinweisen, diese zu deuten. Ausführlich sind Opferzeremonien für verschiedene Götter beschrieben. Sehr genau werden Begräbniszeremonien beschrieben, innerhalb deren auch Ahnenbeschwörungen stattfinden. Beschwörungstexte gibt es auch gegen schädliche Naturkräfte, Krankheit, Unfruchtbarkeit, Dämonen, Folgen von Trunkenheit und Schlangengifte.
Vergleiche mit Bruchstücken von Texten anderer kanaanitischer Völker und Götternamen lassen diese Texte und Vorstellungen als exemplarisch für das gesamte Gebiet von Ugarit bis zum Negev, also ganz Kanaan erscheinen und zwar bis weit ins 1. Jahrtausend v. Chr. hinein, also in biblische Zeit.
Der Zeitschnitt erfolgte etwa zur angenommenen Zeit des Mose und des Exodus. Die biblischen Berichte bis in die Zeit Joschijas bezeugen, dass die ugaritisch-kanaanäische Mythologie auch für die Stämme Israels noch bestimmend waren und die Bibel entscheidend prägten. Die um diese Zeit entstandene Redaktion der Bibel mit dem Ziel, alle Stämme Israels national zu einen, wurde gerade in der Auseinandersetzung mit den polytheistischen Götterverehrungen Kanaans geführt.
In der Geschichte, wie JHWH am Berg Sinai Mose die Zehn Gebote übergab, finden sich zahlreiche Symbole der ugaritischen/kanaanitischen Religion wieder. Während Mose auf dem von Wolken (Adads Kalb, Baʿal) verhüllten Berg ist, wird vom Volk am Fuß des Berges ein goldenes Kalb (Baʿal oder der ägyptische Apis?) errichtet und verehrt. Bei der Rückkehr vom Berg bezeichnet Mose das Kalb als Götzenbild (Monotheismus, 1. Gebot im AT: Du sollst keine anderen Götter neben mir haben) und vernichtet die Statue umgehend.
Die Bibel ist nicht sehr ausführlich, was Baʿal angeht. Jedoch scheint in dieser Phase aus der ugaritischen Trinität (Stier-El, Baʿal-Hadad und Jam) im Volk der Wechsel zum Glauben an den alles vereinenden biblischen Gott JHWH vorgenommen worden zu sein (wohl im 7. Jahrhundert unter Joshija).
Auf JHWH werden Attribute der Gottheiten um Baʿal-Haddad übertragen. In den älteren Textschichten trägt der eine Gott noch sämtliche Beischmückungen und Attribute der kanaanitisch-ugaritischen Gottheiten.
„Herr der himmlischen Heerscharen“(=El), „Elohim“ (=El), „Zebaoth“ usw.
An späterer Stelle wird in der Bibel aber scharf abgegrenzt:
JHWH ist eben nicht im Gewitter, im Sturm oder im Erdbeben. Der biblische Gott ist in diesem Sinne also kein animistischer Geist. Somit kann er auch nicht als eine einfache Summation der ugaritischen Natur-Götter gesehen werden. Er hat die Macht über die Natur, aber ist nicht die Natur selbst.
Es gibt nach der Revision des 7. Jahrhunderts noch die Namensähnlichkeit zwischen JHWH und Jam, doch offenbar ist das und die Feindseligkeit mit Baʿal auch schon alles, was diese beiden Götter noch gemein haben. Der Prophet Habakuk (Hab 3,5) beschreibt jedoch den Kampf von JHWH, in Begleitung von Reschef und dævær (dbr) gegen die See, in der JHWH die Stelle Baʿals einnimmt.
„Die scharfe Auseinandersetzung der JHWH-Religion mit der kanaanäischen, in der dieses Gottesprädikat besonders beliebt war, hat jedoch seine Ausscheidung aus dem israelitischen Sprachgebrauch zur Folge gehabt, und zwar bis zu dem Grade, daß nun auch die profane Verwendung des Wortes, etwa als, Mann (Besitzer) eines Weibes‘, ‚Ehemann‘ verpönt wurde (Hos 2,18-19). So nimmt Baal die Bedeutung, Götze‘ an, und in den häufigen Fällen, wo es im Plural, vielfach in Verbindung mit den, Astarten‘ (Ri 10,6; 1Sam 7,4), vorkommt, kann ,Baale und Astarten‘ geradezu mit ,männliche und weibliche Götzen‘ wiedergegeben werden.“ (Lit.: RGG3-Artikel)
Die Degradierung Baʿals ging schließlich so weit, dass man biblisch den Baal mit dem Teufel selbst identifizierte. Baal-Zebaot oder Baal Zebul der Philister wird zum Beelzebub.
Ein gebräuchlicher Beiname von ʿEl war ʿElyon (der Höchste); er wird zum Beispiel so in den Psalmen verwendet, die JHWH huldigen. Somit steht die Rolle und der Charakter des Gottes JHWH sogar noch eher in der Tradition des Obergottes ʿEl (und weniger der von Baal).